# Respiración cutánea
La respiración cutánea que es propio de los anélidos, anfibios (en combinación en estos dos casos con otro tipo de respiración) , de ciertos equinodermos y de los cnidarios. 
En este tipo de respiración hay que distinguir el tegumento corporal, que configura la estructura respiratoria, y la piel, a través de la cual se realiza el intercambio gaseoso, la cual debe ser muy fina, húmeda y estar bien irrigada por el medio interno del animal.
El intercambio gaseoso se realiza a través de la epidermis, siempre y cuando la cutícula externa esté húmeda; algo que se consigue porque están intercaladas entre las células cúbicas del epitelio (de una sola capa), hay células glandulares.
Los animales que respiran por la piel o por tegumento viven en el medio acuático o en lugares muy húmedos, ya que solo en estos ambientes es eficaz. Poseen este tipo de respiración las lombrices de tierra; medusas y anémonas; los sapos y las ranas.
La respiración cutánea es junto a la branquial, traqueal y pulmonar, uno de los cuatro tipos de respiración que pueden presentar los animales. Consiste en realizar el intercambio gaseoso a través de la piel o de ciertas áreas como la cavidad bucal o en cavidades internas que, repletas de agua, constituyen los llamados pulmones acuáticos de holoturias y ciertos moluscos gasterópodos.
Los anfibios, cuando se encuentran en estado larvario, respiran en el interior del agua a través de branquias; cuando sufren su metamorfosis para entrar en la edad adulta, pierden esas branquias y desarrollan unos pulmones para poder respirar en tierra. Poseen una epidermis muy fina y una dermis bien vascularizada para poder transportar el oxígeno a todo el cuerpo a través de la sangre.
- Datos: Q670401